# Cissy van Bennekom
 (décembre 2015).
Si vous disposez d'ouvrages ou d'articles de référence ou si vous connaissez des sites web de qualité traitant du thème abordé ici, merci de compléter l'article en donnant les références utiles à sa vérifiabilité et en les liant à la section « Notes et références ».
Cissy Van Bennekom, née le 19 juillet 1911 à Haarlem aux Pays-Bas et morte le 1er mars 2005 à Amsterdam, est une actrice néerlandaise.

## Biographie
Après des débuts au théâtre, elle devient, de 1934 à 1939, une vedette du cinéma néerlandais.
Elle reviendra ensuite sur les planches avant de se marier (pour la deuxième fois) et de prendre définitivement sa retraite, en 1948.

### Carrière
Van Bennekom commence sa carrière à la fin des années 1920 comme vendeuse de rubans au grand magasin Bijenkorf d'Amsterdam. En 1928, à l'âge de 17 ans, elle monte sur scène par l'intermédiaire d'un ami, Hans Tiemeyer, et fait ses débuts avec le Nieuwe Nederlandsch Toneel dans le rôle d'un elfe dans le Songe d'une nuit d'été de Shakespeare. Après plusieurs autres rôles sur scène, principalement des rôles de bonnes et d'infirmières, elle joue dans son premier film, De Jantjes, en 1934.
Elle joue ensuite dans huit autres films. Bien qu'elle ait surtout obtenu des rôles secondaires, Van Bennekom est devenue une star du cinéma néerlandais très connue dans les années 1930. Elle avait la réputation d'être « une personne difficile », parce qu'elle ne se souciait pas des réalisateurs, avec lesquels elle disait devoir « se battre durement pour être autorisée à modifier le texte ridicule, écrit dans un néerlandais médiocre, et pour pouvoir prendre les bons accents ». Elle les qualifie de « lâches et d'une obéissance cadavérique » et ne parle positivement que des acteurs Adolphe Engers et Chris Baay. En outre, elle se plaint de devoir s'occuper elle-même des costumes pour les tournages et de travailler parfois 24 heures par jour pour 15 florins. 
Dans son œuvre, Van Bennekom n'a été félicitée que pour les films De Jantjes, Op hoop van zegen (1934) et De spooktrein (1939). Pour les films De vier Mullers (1935) et t Was één april (1936), Van Bennekom a dû se rendre à Berlin et à Vienne. Elle qualifie cette expérience « d'abomination, d'objet de consternation, de moquerie pour un homme de bon goût ». Sur De vier Mullers, elle est obligée de coopérer parce qu'elle est liée par son contrat. L'actrice raconte que lors du tournage de Op een avond in mei (1936), elle a failli déchirer son contrat parce qu'une ligne du scénario lui demandait de blondir ses cheveux. En outre, elle dit avoir été maltraitée par le réalisateur de ce film, Jaap Speyer, et avoir dû « rester sous ces sales pointes de choux pourris pour un gros plan pendant si longtemps que vos cheveux commençaient à roussir ».
Après la Seconde Guerre mondiale, Van Bennekom se retire de la scène en 1948, à l'exception d'une brève collaboration au cabaret de Wim Sonneveld (dans une interview de 1959, elle a dit de ce sketch qu'il était l'expérience la plus agréable de sa carrière) et d'une contribution aux premiers enregistrements télévisés expérimentaux de Philips. Elle reçoit une offre américaine pour un rôle dans une pièce de théâtre à Kansas City, mais la refuse pour rester avec sa fille, alors âgée de 4 ans.
En 1959, Van Bennekom devait participer à l'émission cinématographique De oude draaidoos de Simon van Collem, pour laquelle elle a voyagé de Paris à Amsterdam, mais elle s'est retirée après des désaccords avec l'animateur, le réalisateur Joes Odufré et le directeur de VPRO Jack Dixon. Elle est remplacée par Cora Canne Meijer.

## Filmographie
- 1934 : De Jantjes
- 1934 : Op hoop van zegen
- 1935 : De familie van mijn vrouw
- 1935 : De vier mullers
- 1936 : ’t was een april
- 1936 : Op een avond in mei
- 1937 : Amsterdam bij nacht
- 1939 : De spooktrein